# Antonio Campoy Robles
Antonio Campoy Robles fue un comerciante, político liberal y republicano, alcalde de Almería desde 1873 a 1874, durante la Primera República Española.

## Biografía
Promovió, junto con otros personajes vinculados al republicanismo y la democracia, la fundación de la primera logia masónica en Almería en junio de 1872, llamada "Amor y Ciencia". Perteneciente al Gran Oriente de España, su número de registro era el 76. Ya para 1873 la logia había recibido un gran impulso, disponiendo de un nuevo templo decorado con arreglo al rito. En la logia Campoy es primer vigilante, simbólico Orsini, grado 18.
Antonio Campoy fue concejal del Ayuntamiento de Almería en septiembre de 1868, tras la Revolución de la Gloriosa que dio inicio al Sexenio Revolucionario. Fue nombrado alcalde de Almería en 1873, durante la Primera República Española, siéndolo desde agosto de 1873 hasta marzo de 1874.
Durante la Restauración fue vicepresidente y presidente del Partido Republicano Progresista.
Fue vocal de la junta de la Sociedad de Nuevos Riegos San Indalecio (SNRSI) promotora a partir de 1875 del Canal de San Indalecio (CSI) desde Benahadux hasta el final del cauce general que concluía en el puerto de Almería, terminando realmente por detrás de la Alcazaba.
Falleció en Almería el 23 de octubre de 1907.